# Championnats de Belgique d'athlétisme en salle 2024
Les Championnats de Belgique d'athlétisme en salle 2024 toutes catégories se déroulent le 18 février 2024 au complexe sportif de Blocry de Louvain-la-Neuve.
Au cours de ces championnats, Michael Obasuyi améliore le record belge du 60 m haies de Jonathan N'Senga, le portant à 7,54 s.

## Résultats courses

### 60 m
| Rang               | athlète              | Prestation |
| ------------------ | -------------------- | ---------- |
| Médaille d'or      | Kobe Vleminckx       | 6,66 s     |
| Médaille d'argent  | Ward Merckx          | 6,72 s     |
| Médaille de bronze | Simon Verherstraeten | 6,74 s     |

| Rang               | athlète       | Prestation |
| ------------------ | ------------- | ---------- |
| Médaille d'or      | Rani Rosius   | 7,20 s     |
| Médaille d'argent  | Marine Jehaes | 7,29 s     |
| Médaille de bronze | Rani Vincke   | 7,43 s     |

### 200 m
| Rang               | athlète          | Prestation |
| ------------------ | ---------------- | ---------- |
| Médaille d'or      | Rendel Vermeulen | 21,32 s    |
| Médaille d'argent  | Camille Snyders  | 21,38 s    |
| Médaille de bronze | Victor Hofmans   | 21,47 s    |

| Rang               | athlète              | Prestation |
| ------------------ | -------------------- | ---------- |
| Médaille d'or      | Imke Vervaet         | 23,56 s    |
| Médaille d'argent  | Naomi Van Den Broeck | 23,63 s    |
| Médaille de bronze | Manon Depuydt        | 24,85 s    |

### 400 m
| Rang               | athlète           | Prestation |
| ------------------ | ----------------- | ---------- |
| Médaille d'or      | Christian Iguacel | 47,24 s    |
| Médaille d'argent  | Jonathan Sacoor   | 47,25 s    |
| Médaille de bronze | Daniel Segers     | 47,53 s    |

| Rang               | athlète        | Prestation |
| ------------------ | -------------- | ---------- |
| Médaille d'or      | Helena Ponette | 52,63 s    |
| Médaille d'argent  | Kylie Lambert  | 55,08 s    |
| Médaille de bronze | Eline Claeys   | 55,11 s    |

### 800 m
| Rang               | athlète            | Prestation |
| ------------------ | ------------------ | ---------- |
| Médaille d'or      | Eliott Crestan     | 1.45,20 s  |
| Médaille d'argent  | Pieter Sisk        | 1.46,93 s  |
| Médaille de bronze | Timon Inghelbrecht | 1.50,04 s  |

| Rang               | athlète          | Prestation |
| ------------------ | ---------------- | ---------- |
| Médaille d'or      | Elise Vanderelst | 2.07,48 s  |
| Médaille d'argent  | Rani Baillievier | 2.07,85 s  |
| Médaille de bronze | Liselot Smolders | 2.08,10 s  |

### 1 500 m
| Rang               | athlète         | Prestation |
| ------------------ | --------------- | ---------- |
| Médaille d'or      | Pieter Claus    | 3.51,86 s  |
| Médaille d'argent  | Maxime Delvoie  | 3.53,13 s  |
| Médaille de bronze | Oussama Lonneux | 3.53,32 s  |

| Rang               | athlète         | Prestation |
| ------------------ | --------------- | ---------- |
| Médaille d'or      | Lucie Grandjean | 4.24,93 s  |
| Médaille d'argent  | Nel Vanopstal   | 4.28,36 s  |
| Médaille de bronze | Lore Quataker   | 4.32,81 s  |

### 3 000 m
| Rang               | athlète             | Prestation |
| ------------------ | ------------------- | ---------- |
| Médaille d'or      | Antoine Senard      | 7.56,90    |
| Médaille d'argent  | Simon Jeukenne      | 8.11,71    |
| Médaille de bronze | Rayan Vanderpoorten | 8.17,65    |

### 5 000 m marche
| Rang               | athlète         | Prestation |
| ------------------ | --------------- | ---------- |
| Médaille d'or      | Benjamin Leroy  | 26.57,49   |
| Médaille d'argent  | Peter Van Hove  | 27.04,11   |
| Médaille de bronze | Jasper Van Hove | 27.52,78   |

| Rang               | athlète           | Prestation |
| ------------------ | ----------------- | ---------- |
| Médaille d'or      | Annelies Sarrazin | 16.55,00   |
| Médaille d'argent  | Liesbet De Smet   | 17.51,92   |
| Médaille de bronze | Ellen Piedfort    | 20.54,58   |

## Résultats obstacles

### 60 m haies
| Rang               | athlète               | Prestation |
| ------------------ | --------------------- | ---------- |
| Médaille d'or      | Michael Obasuyi       | 7,54 s     |
| Médaille d'argent  | Elie Bacari           | 7,72 s     |
| Médaille de bronze | Nolan Vancauwemberghe | 7,83 s     |

| Rang               | athlète          | Prestation |
| ------------------ | ---------------- | ---------- |
| Médaille d'or      | Noor Vidts       | 8,27 s     |
| Médaille d'argent  | Noor Koekelkoren | 8,35 s     |
| Médaille de bronze | Laures Bauwens   | 8,40 s     |

## Résultats sauts

### Saut en longueur
| Rang               | athlète           | Prestation |
| ------------------ | ----------------- | ---------- |
| Médaille d'or      | Yanni Sampson     | 7,42m      |
| Médaille d'argent  | Jeroen Gonnissen  | 7,27m      |
| Médaille de bronze | Jente Hauttekeete | 7,14m      |

| Rang               | athlète            | Prestation |
| ------------------ | ------------------ | ---------- |
| Médaille d'or      | Maité Beernaert    | 6,05m      |
| Médaille d'argent  | Sara Van Hoyweghen | 5,95m      |
| Médaille de bronze | Hanne Maudens      | 5,94m      |

### Triple saut
| Rang               | athlète         | Prestation |
| ------------------ | --------------- | ---------- |
| Médaille d'or      | Désiré Kingunza | 15,01m     |
| Médaille d'argent  | David Boda      | 14,94m     |
| Médaille de bronze | Björn De Decker | 14,69m     |

| Rang               | athlète            | Prestation |
| ------------------ | ------------------ | ---------- |
| Médaille d'or      | Saliyya Guisse     | 12,62m     |
| Médaille d'argent  | Elsa Loureiro      | 12,17m     |
| Médaille de bronze | Mihaylova Victoria | 12,01m     |

### Saut en hauteur
| Rang              | athlète                 | Prestation |
| ----------------- | ----------------------- | ---------- |
| Médaille d'or     | Jef Vermeiren           | 2,10m      |
| Médaille d'argent | Giebe Algoet            | 2,07m      |
| Médaille d'argent | Jos Gamuela Ngamunguela | 2,07m      |

| Rang               | athlète           | Prestation |
| ------------------ | ----------------- | ---------- |
| Médaille d'or      | Claire Orcel      | 1,81m      |
| Médaille d'argent  | Nicasina Rossaert | 1,79m      |
| Médaille de bronze | Merel Maes        | 1,74m      |

### Saut à la perche
| Rang               | athlète             | Prestation |
| ------------------ | ------------------- | ---------- |
| Médaille d'or      | Robin Bodart        | 5,10m      |
| Médaille d'argent  | Thomas Van Nuffelen | 5,00m      |
| Médaille de bronze | Gilles Ory          | 4,90m      |

| Rang               | athlète          | Prestation |
| ------------------ | ---------------- | ---------- |
| Médaille d'or      | Elien Vekemans   | 4,30m      |
| Médaille d'argent  | Fleur Hooyberghs | 4,05m      |
| Médaille de bronze | Lola Lepère      | 4,05m      |

## Résultats lancers

### Lancer du poids
| Rang               | athlète               | Prestation |
| ------------------ | --------------------- | ---------- |
| Médaille d'or      | Kwinten Cools         | 18,27m     |
| Médaille d'argent  | Alexander Anthonissen | 17,49m     |
| Médaille de bronze | Andreas De Lathauwer  | 17,02m     |

| Rang               | athlète        | Prestation |
| ------------------ | -------------- | ---------- |
| Médaille d'or      | Jolien Boumkwo | 16,97m     |
| Médaille d'argent  | Elena Defrère  | 15,92m     |
| Médaille de bronze | Noor Vidts     | 13,75m     |